# Photocorynus spiniceps
Photocorynus spiniceps ist ein Tiefsee-Anglerfisch aus der Familie der Teufelsangler (Linophrynidae). Es handelt sich um die einzige Art innerhalb der monotypischen Gattung Photocorynus.

## Beschreibung
Es herrscht ein ausgeprägter Sexualdimorphismus, denn während die Weibchen 5 bis 6,9 Zentimeter lang werden, erreichen die Zwergmännchen nur eine Länge von einigen Millimetern bis knapp unter einen Zentimeter.

### Weibchen

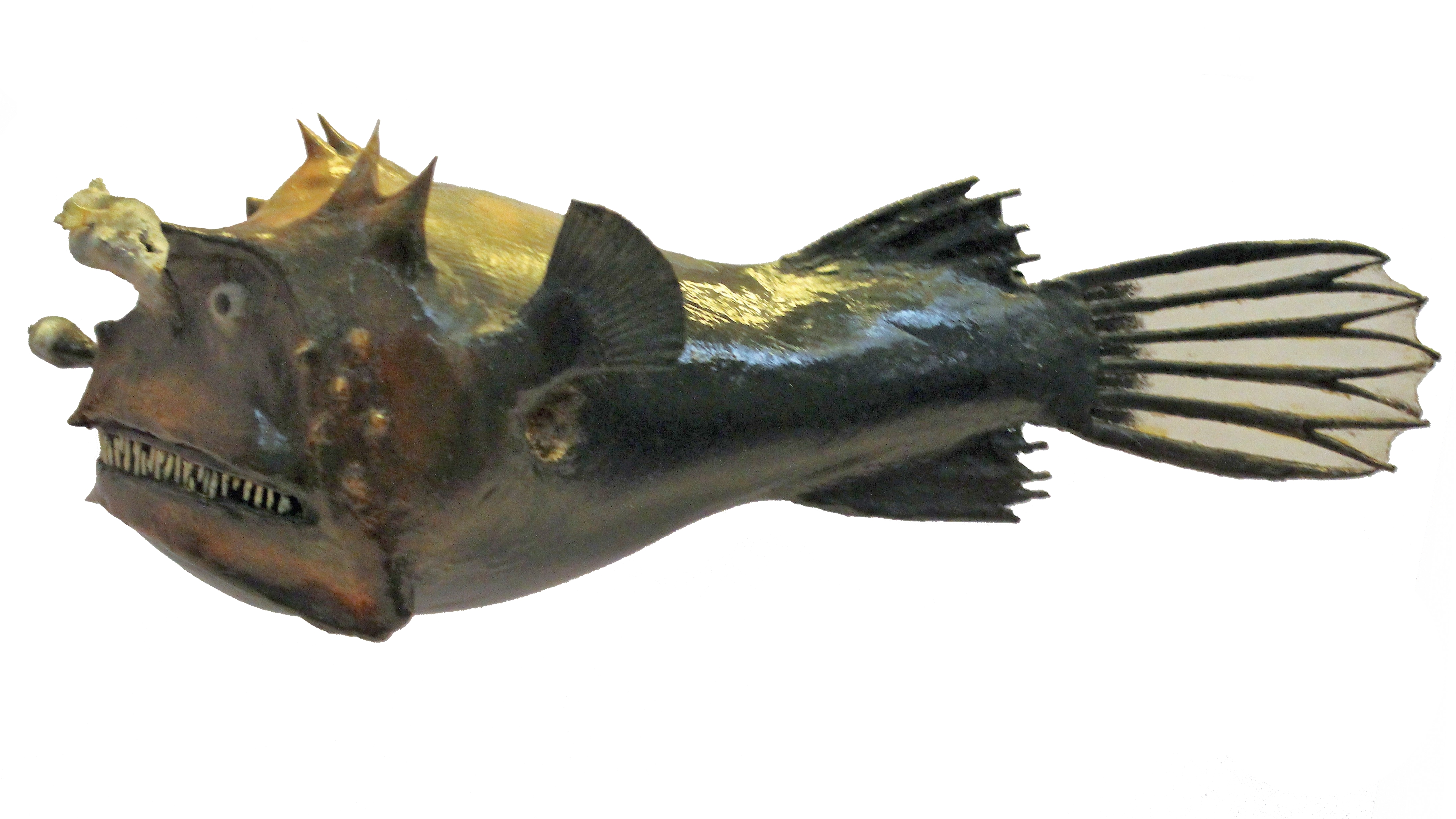
Modell eines Weibchens im Natural History Museum in London

Die Weibchen haben einen gedrungenen, rundlichen Körperbau mit einem sehr großen, breiten Kopf. Die Schädelknochen besitzen bei dieser Art dornartige Fortsätze. Dem Beuteerwerb dienen Fangzähne, die bei Photocorynus spiniceps kleiner, aber zahlreicher sind als bei den meisten anderen Gattungen der Familie Teufelsangler, und ein als „Angel“ oder „Laterne“ bezeichneter Scheinköder. Dieser wird vom ersten Rückenflossenstrahl, der auf dem Kopf platziert ist, gebildet und ist mit einem Leuchtorgan versehen. Mit Hilfe der von symbiontischen Bakterien erzeugten Biolumineszenz werden in der Dunkelheit der Tiefsee Beutetiere angelockt. Der erste Rückenflossenstrahl ist bei Photocorynus spiniceps relativ kurz.

### Männchen

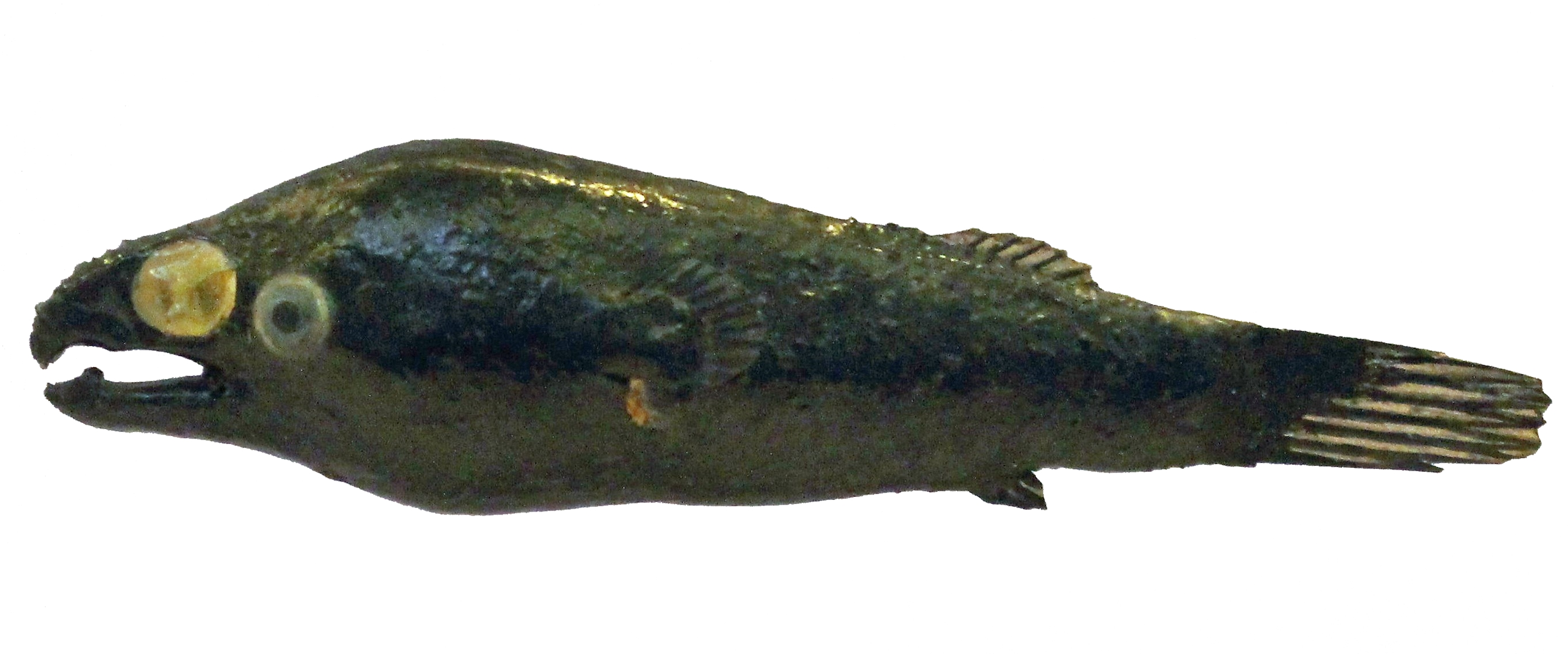
Modell eines Männchens

Die geschlechtsreifen Männchen erreichen eine Länge von nur 6,2–7,3 Millimetern. Es wurden auch freilebende Männchen mit einer Körperlänge von 9,3 Millimetern gefunden. Die meisten Männchen sind jedoch kleiner als jedes andere Wirbeltier. Sie haben übergroße Augen sowie olfaktorische Organe im Bereich der Nase, mit denen sie chemische Stoffe wahrnehmen können. Nach dem Larvenstadium suchen sie mit Hilfe dieser Sinnesorgane nach Weibchen. Sobald sie eines gefunden haben, heften sie sich mit dem Maul, das mit Erreichen der Geschlechtsreife auch entsprechende Zahnbildungen aufweist, an einer geeigneten Stelle an. Das Gewebe der Partner verwächst schließlich miteinander, die Blutkreisläufe vereinigen sich. Über den Blutkreislauf wird das Männchen vom Weibchen ernährt. Es lebt fortan wie ein Parasit, man spricht in diesem Fall von Sexualparasitismus. Das Männchen produziert mit seinen Gonaden, die fast den gesamten Körper einnehmen, Spermien, die für die Befruchtung der vom Weibchen ins Wasser abgegebenen Eier sorgen.

## Verbreitung
Die Art ist vor allem in den tropischen und subtropischen Gewässern des Westatlantiks verbreitet, kommt aber in diesen geographischen Breiten auch im westlichen und östlichen Pazifik vor. Sie lebt im Mesopelagial und im darunterliegenden Bathypelagial, der Tiefseezone unterhalb von 1000 Metern Wassertiefe, wohin kein Licht mehr gelangt.

## Lebensweise
Wie die anderen Anglerfische lockt Photocorynus spiniceps die Beute mit Hilfe von Biolumineszenz an. Die geschlechtsreifen Weibchen lauern unbeweglich am Meeresgrund, bis eine potentielle Beute vom leuchtenden Scheinköder angelockt wird. Durch die beweglichen Kiefer kann die Beute, meist andere Tiefseefische, eingesaugt werden. Der dehnbare Magen ermöglicht es den Weibchen, auch Beute zu verschlucken, die fast so groß ist wie es selbst.

## Forschungsgeschichte
Das Exemplar, das Charles Tate Regan für die Erstbeschreibung heranzog, wurde im Rahmen einer Expedition des dänischen Meeresbiologen Johannes Schmidt mit dem Forschungsschiff Dana in den Jahren 1920 bis 1922 im Golf von Panama in einer Tiefe von 1250 Metern gefangen. Obwohl das gefangene Weibchen mit einer Länge von 62 Millimetern noch nicht geschlechtsreif war, hatte sich bereits ein Männchen von fast einem Zentimeter Länge an den Kopf angeheftet.